# Abdoul Ghafour Assar
Pour les articles homonymes, voir Assar.
Abdoul Ghafour Assar (dari : عبدالغفور عصار) (né à Kaboul dans le Royaume d'Afghanistan) est un joueur de football international afghan qui évoluait au poste de gardien de but.

## Biographie
Il est joueur de l'équipe du Mahmoudiyeh FC dans les années 1930 et il participe aux Jeux olympiques de 1948, pour la toute première participation de l'Afghanistan à une compétition internationale. 
Lors des Jeux olympiques il est le gardien titulaire de la sélection et encaisse six buts contre le Luxembourg. L'Afghanistan est éliminé au tour préliminaire.
Lors des Jeux asiatiques 1951, il est une nouvelle fois le gardien de la sélection afghane. L'Afghanistan termine quatrième du tournoi, encaissant 5 buts.